# Zoltán Opata
Zoltán Opata, znany również pod nazwiskami Patai i Ormos (ur. 24 września 1900 w Budapeszcie, zm. 19 maja 1982 tamże) – węgierski piłkarz występujący na pozycji pomocnika lub napastnika, reprezentant Węgier w latach 1922–1930, olimpijczyk, trener piłkarski.

## Sukcesy

### Zawodnicze
MTK Budapest
- Mistrzostwo Węgier: 1921, 1922, 1923, 1924, 1925, 1929
- Puchar Węgier: 1923, 1925

### Jako trener
HAŠK Zagrzeb
- Mistrzostwo Jugosławii: 1938

ITA Arad
- Mistrzostwo Rumunii: 1947

Górnik Zabrze
- Mistrzostwo Polski: 1957